# Anton Goldmann

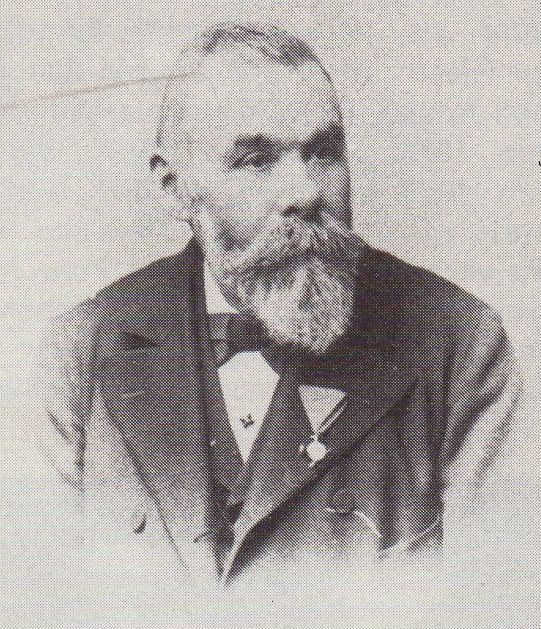
Porträt Anton Goldmann mit dem Zivil-Verdienstkreuz

Anton Goldmann (* 5. April 1830 in Joslowitz/Mähren oder Imbach; † 30. Mai 1904 in Imbach) war ein österreichischer Industrieller und Pionier des Kamerabaus.

## Leben
Am 5. Juni 1830 wird Anton Goldmann in Markt Joslowitz im Haus 69 geboren. Sein Vater Mathias Goldmann war herrschaftlicher Gerichtsdiener beim Amt in Joslowitz.
Bereits in seiner Kindheit durfte er in der Tischlerwerkstätte seines Taufpaten Mathias Czermak mithelfen und versuchte selbst Modelle zu basteln. Als am 15. August 1839 die Photographie durch Louis Daguerre bei der Festsitzung der Akademie der Wissenschaften in Paris bekanntgegeben wird, berichtet das Znaymer Bezirksblatt darüber. Der neunjährige Anton Goldmann ist von der Idee eines Apparats aus Holz, mit dem man ein Bild wiedergeben kann, so fasziniert, dass er selbst eine einfache Lochkamera, in der Werkstätte seines Taufpaten herstellt.
Anton Goldmann übersiedelte 1854 nach Wien und arbeitete zunächst als Kunsttischler im IV. Bezirk, in der Theresianumgasse 31 (damals Wieden Nr. 264).
Mit dem im selben Haus der „Apostolischen Nuntiatur“ lebenden Ludwig Angerer machte er 1857 eine Studienreise nach Paris und London. Bei seiner Rückkehr baute Goldmann seine erste Kamera mit der Angerer 1858 sein Atelier ausstattet. Angerer war es auch, der Goldman dazu überredete, sich künftig ausschließlich der Herstellung fotografischer Apparate zu widmen.
So eröffnete Goldmann am 1. Juli 1858 seine Werkstätte und übersiedelte schon 1860 aus Platzgründen in die nahegelegenen Theresianumgasse 26. Am 27. September 1858 heiratete er die gleichaltrige Anna Winkler aus Thaya NÖ. 1860 baute Goldmann eine Kabinett-Kamera. Sie bestand aus zwei ineinander verschiebbaren lichtdichten Kästen (ähnlich der Schiebekasten-Kamera von Daguerre), wobei die Scharfeinstellung durch eine Bremsschraube auf dem sogenannten Schlitten fixiert wurde. 1861 unternimmt er mit Angerer eine weitere Studienreise nach Paris um die neusten Entwicklungen kennenzulernen. 1864 verbesserte er die Scharfeinstellung bei den Holzkameras mit der Einführung eines Spindelantriebes. Die Goldmann Kameras wurden in der k.k. Monarchie für die Aufnahmen im Österreich-Ungarischen Kaiserhaus verwendet. 1873 kam Goldmann auf die Idee, ein zusammenlegbares Reisezelt zur Präparation und Entwicklung der nassen Collodiumplatten herzustellen.
Die ersten Auszeichnungen auf dem Gebiet des Kamerabaus erhielt Anton Goldmann im Jahr 1870. Anlässlich der Weltausstellung in Wien erhielt er 1873 das Zivil-Verdienstkreuz, das ihm Kaiser Franz-Josef I. persönlich verlieh. Weitere Auszeichnungen folgten von der "Photographischen Gesellschaft zu Wien".

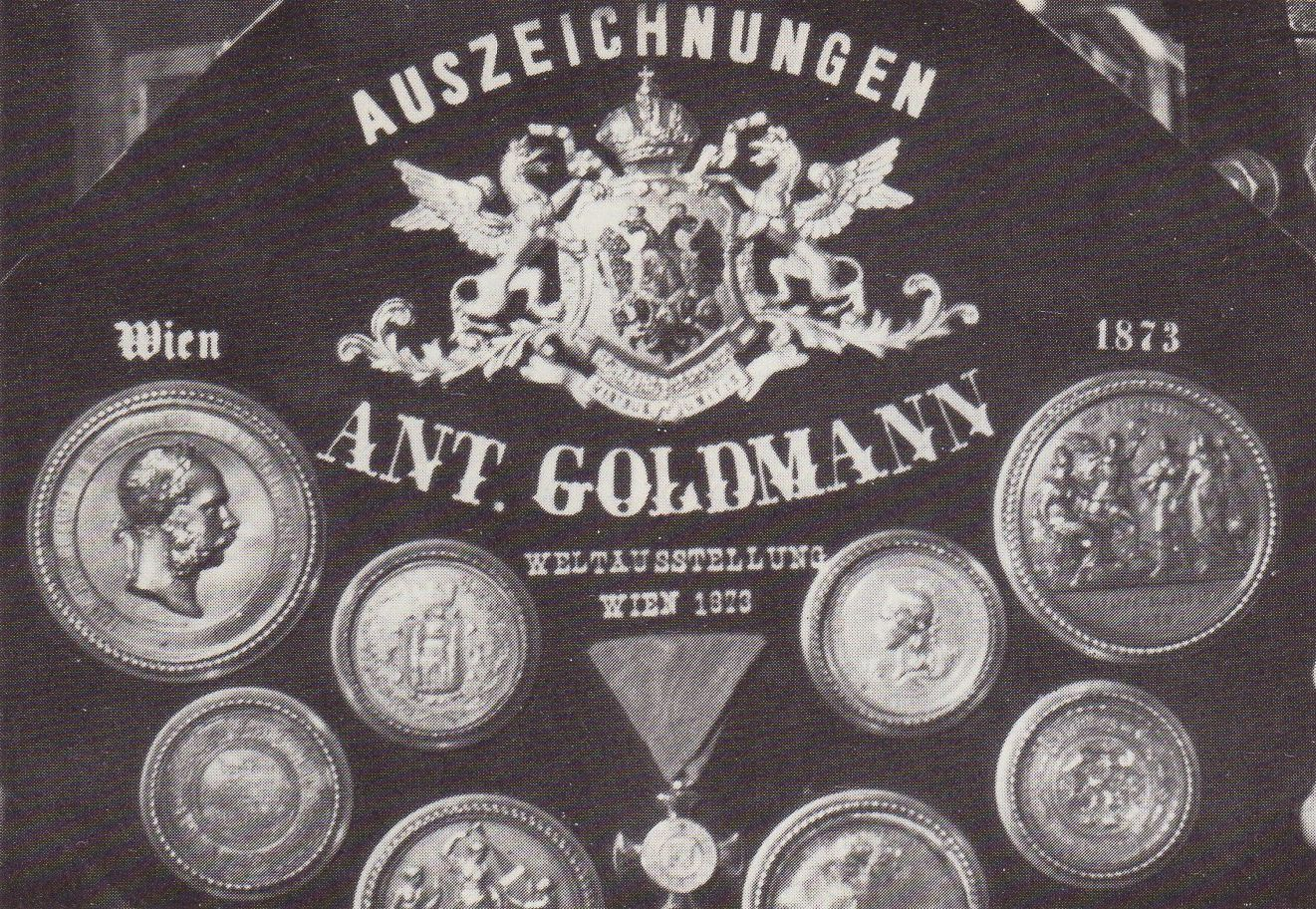
Auszeichnungen der Firma Anton Goldmann, darunter Gewerbemedaillen und das Zivil-Verdienstkreuz

Mit seiner Werkstätte wuchs er zu einem der bekanntesten Hersteller fotografischer Apparate in dem auch sein Sohn Rudolf Anton Goldmann seit 1878 mitarbeitete und dort auch seine Lehre absolvierte. Das Geschäft, „Goldmann & Sohn“ übernahm der Sohn dann am 1. Juli 1891 für 20.000 Gulden.
Anton Goldmann selbst zog sich nach Imbach im Kremstal zurück, wo er am 31. Mai 1904 im Alter von 74 Jahren verstarb.
Das Unternehmen wird heute in der fünfter Generation von Daniel Goldmann weitergeführt.